# Escoles Lluís Marià Vidal
Les Escoles Lluís Marià Vidal és una obra modernista d'Agullana (Alt Empordà) inclosa a l'Inventari del Patrimoni Arquitectònic de Catalunya.

## Descripció
L'edifici de les escoles d'Agullana està situat a prop del centre del poble.Consta de tres cossos: el dedicat a nens, el de nenes i un cos central menys alt que la resta d'edificació però sobresortint del fons. Tot l'edifici està envoltat per una paret de tanca amb reixes en la part superior.Destaquen, artísticament, les finestres semicirculars practicades en el pis superior, emmarcades amb rajol vist. Una petita cornisa marca la diferència entre les plantes de l'edifici. No hi manquen tampoc els mosaics verdosos.

## Història

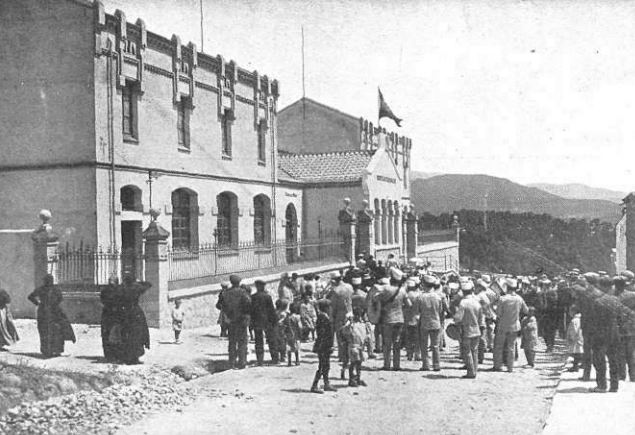
Inauguració al 1913

A partir de l'any 1901 les Juntas Provinciales de Instrucción Pública recorden als ajuntaments la seva obligació de construir espais adients per les escoles i habitatges dels mestres. En el cas d' Agullana, el precari estat les escoles va motivar l'edificació de nous espais. El 1904 es van iniciar els tràmits per a la confecció dels plànols i la fixació dels pressupostos; el 22 de desembre de 1909 l'arquitecte Josep Azemart rep l'encàrrec de fer el projecte, i el 31 de març de 1910 el lliura a l'Ajuntament.
Aquest projecte inicial s'havia d'edificar en una parcel·la de propietat municipal al carrer de l'Era i amb un pressupost de 30.712,39 pessetes. Però la realització del projecte va perillar a causa de dificultats legals sorgides de la seva ubicació al costat d'un local destinat a cafè i de la manca de 5.000 pessetes per cobrir l'emprèstit. La intervenció del científic Lluís Marià Vidal i Carreras, casat amb l'agullanenca Dolors Gomis i de Portolà, va solucionar tots els problemes: el 7 de juliol de 1911 va donar uns terrenys i va cobrir les 5.000 pessetes pendents del manlleu.
Davant del col·legi hi ha una font i una plaça en la qual es llegeix que fou construïda el 1913, per donació de Lluís Maria Vidal.